# Чемпионат мира по шорт-треку среди юниоров 2020
Чемпионат мира по шорт-треку среди юниоров 2020 года проходил с 31 января — 2 февраля в Бормио (Италия).
Чемпионат включает в себя четыре дистанции — 500, 1000, 1500 и 1500 метров — суперфинал. На дистанциях сначала проводятся предварительные забеги, затем лучшие шорт-трекисты участвуют в финальных забегах. Чемпионом мира становится спортсмен, набравший наибольшую сумму очков по итогам четырёх дистанций. В случае равенства набранных очков преимущество отдаётся спортсмену занявшему более высокое место в суперфинале на дистанции 1500 м. Также проводятся с 2001 года эстафеты по три человека у девушек и у юношей на 2000 м. С 2011 года в эстафетах участвует по четыре человека на дистанциях 3000 м. С 2019 года абсолютный чемпион не разыгрывается.

## Общий медальный зачёт
| Место | Страна           | Золото | Серебро | Бронза | Всего |
| ----- | ---------------- | ------ | ------- | ------ | ----- |
| 1     | Республика Корея | 5      | 2       | 0      | 7     |
| 2     | Нидерланды       | 2      | 0       | 0      | 2     |
| 3     | Китай            | 1      | 0       | 3      | 4     |
| 4     | Россия           | 0      | 3       | 2      | 5     |
| 5     | Канада           | 0      | 2       | 0      | 2     |
| 6     | США              | 0      | 1       | 1      | 2     |
| 7     | Италия           | 0      | 0       | 1      | 1     |
| 7     | Япония           | 0      | 0       | 1      | 1     |

## Медалисты

### Юноши
| Дисциплина      | Золото                                       | Серебро                                                                  | Бронза                                      |
| --------------- | -------------------------------------------- | ------------------------------------------------------------------------ | ------------------------------------------- |
| 500 м           | Ли Джон Мин Республика Корея                 | Владимир Балбеков Россия                                                 | Сунь Лун Китай                              |
| 1000 м          | Сунь Лун Китай                               | Ан Хён Джун Республика Корея                                             | Владимир Балбеков Россия                    |
| 1500 м          | Ким Тэ Сун Республика Корея                  | Ан Хён Джун Республика Корея                                             | Чжан Тяньи Китай                            |
| Эстафета-3000 м | Ан Хён Джун Чан Сун У Ким Тэ Сун Ли Джон Мин | Константин Ивлиев Владимир Балбеков Даниил Краснокутский Вячеслав Карпов | Сого Мията Ибуки Хаяси Ота Исии Такуми Вада |

### Девушки
| Дисциплина      | Золото                                                          | Серебро                                                        | Бронза                                                     |
| --------------- | --------------------------------------------------------------- | -------------------------------------------------------------- | ---------------------------------------------------------- |
| 500 м           | Ксандра Велзебур Нидерланды                                     | Флоренс Брюнелль Канада                                        | Коринн Стоддард США                                        |
| 1000 м          | Ким Гил Ли Республика Корея                                     | Коринн Стоддард США                                            | Анна Матвеева Россия                                       |
| 1500 м          | Ким Гён Хи Республика Корея                                     | Флоренс Брюнелль Канада                                        | Ли Сюань Китай                                             |
| Эстафета-3000 м | Джорджи Далримпл Анне Флор Оттер Ксандра Велзебур Марейн Вирсма | Софья Бойцова Юлия Береснева Анна Матвеева Дарья Краснокутская | Виолла де Пьяцца Элиза Конфортола Катя Филиппи Кьяра Бетти |